# Neotoma
Neotoma és un gènere de rosegadors de la família dels cricètids. El seu registre fòssil es remunta fins al Miocè superior, amb formes com ara N. minutus i N. sawrockensis. Les espècies N. anthonyi, N. bunkeri i N. martinensis s'extingiren en temps més recents. L'àmbit de distribució d'aquest grup s'estén des del nord-oest del Canadà fins a Nicaragua. Segons l'espècie, tenen una llargada de cap a gropa de 150–230 mm, una cua de 75–240 mm i un pes de 199–450 g. El nom genèric Neotoma significa ‘tall nou’ en llatí.

## Taxonomia
Aquest gèneres està dividit en 3 subgèneres, que inclouen 19 espècies vivents.
- Subgènere Neotoma
  - Neotoma albigula
  - Neotoma angustapalata
  - Neotoma bryanti
  - Neotoma chrysomelas
  - Neotoma devia
  - Neotoma floridana
  - Neotoma fuscipes
  - Neotoma goldmani
  - Rata traginera del desert (N. lepida)
  - Neotoma leucodon
  - Neotoma macrotis
  - Neotoma magister
  - Rata traginera mexicana (N. mexicana)
  - Neotoma micropus
  - Neotoma nelsoni
  - Neotoma palatina
  - Neotoma stephensi
- Subgènere Teanopus
  - Neotoma phenax
- Subgènere Teonoma
  - Rata traginera americana (N. cinerea)